# NGC 6973
NGC 6973 – gwiazda znajdująca się w gwiazdozbiorze Wodnika. Zaobserwował ją Guillaume Bigourdan 5 lipca 1886 roku i sądząc, że jest lekko zamglona, błędnie skatalogował ją jako obiekt typu „mgławicowego”. Jej jasność to około 16m.